# Viola texidoris
Viola texidoris är en violväxtart som beskrevs av fader Sennen och Goncal. Viola texidoris ingår i släktet violer, och familjen violväxter. Inga underarter finns listade i Catalogue of Life.